# Torre del Virrey

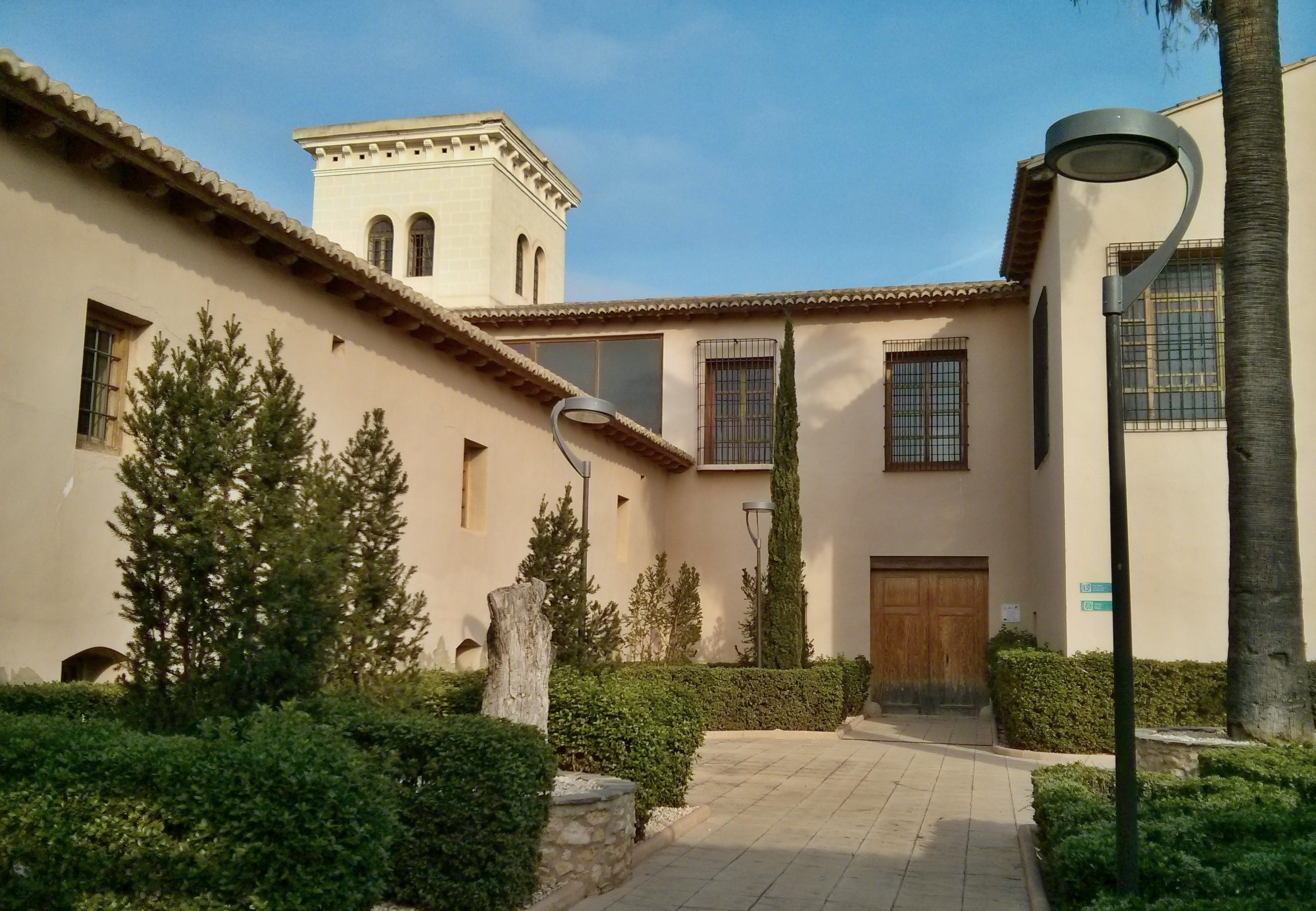
Patio interior.

La Torre del Virrey, también llamada Torre Baba, es un edificio histórico del municipio de La Eliana (Valencia). Forma parte de una finca que se halla a 600 metros del núcleo urbano, junto a la vía del ferrocarril y el límite con el municipio de Puebla de Vallbona. 
Está catalogada como Bien de Interés Cultural, con anotación ministerial número R-I-51-0010675 y fecha de anotación 27 de agosto de 2001.

## Historia
La torre original, de la que sólo quedan los cimientos, puede datarse en los siglos XVI-XVII, debió constituir el elemento de vigilancia y defensa de la casa agrícola y la zona rural donde se ubica. Al conjunto, se añadieron diversas casas rurales, formando un pequeño caserío.
La Torre del Virrey tuvo como primer habitante a Juan Bautista de Baba, tesorero general de la Santa Cruz de Valencia y su reino. La familia Baba vivió en el edificio hasta finales del siglo XVIII. En ese momento cayó en manos de Vicente Tamarit Pastor y su esposa, la II Marquesa de San Joaquín Pastor.
La finca, incluyendo la torre actual, data de la primera mitad del siglo XIX, cuando la adquiere en propiedad don Félix María Calleja del Rey, Conde de Calderón y Virrey de México para fijar su residencia estival, quien la reconstruye totalmente, combinando los estilos gótico y clásico según el gusto de la época. Por aquel entonces ya se conoce a este imponente edificio como la Torre del Virrey, nombre que ha perdurado hasta nuestros días.
Cuando el Virrey y su esposa murieron, estas propiedades pasaron a manos de su hija y su marido Don José Mayans Mayans V de Trigona. Sus descendientes fueron heredando el edificio y alquilando las viviendas y tierras que estaban próximas a la finca. En 1954, el palacio fue comprado por José Alegre, pero en 1985 fue adquirida por el Ayuntamiento de La Eliana. 
Durante un largo periodo este edificio fue el núcleo principal de los habitantes de la zona. Muchas familias se mudaron a este territorio donde se construyeron casas anexas al recinto. Estas familias trabajaron para los campos de los marqueses. Tras la venta de las tierras, la mayoría de los trabajadores siguieron viviendo ya que era la vida que conocían y estaban acostumbrados a ese estilo de vida. Respecto a las viviendas, estas casas estaban juntas como una especie de residencia, donde los vecinos se podían comunicar perfectamente desde las ventanas. 
Entre 1960-1970 el edificio fue saqueado y destruido totalmente. Por otro lado, la torre tuvo un gran daño debido al impacto de un rayo. Estos sucesos provocaron que los habitantes de las casas anexas se mudaron al núcleo del pueblo, dejando abandonada la finca. 
La Torre del Virrey a finales del siglo XX se restauró gracias a los alumnos de la Escuela taller del consistorio. Actualmente es un espacio sociocultural con la que cuenta con la Biblioteca León Esteban. Esta biblioteca recoge un total de 8000 volúmenes de pedagogía y didáctica, donados por el catedrático de la Universitat de València León Esteban. Por otro lado, se ha restaurado la capilla para poder realizar eventos como bodas. El patio de las Caballerías se ha rehabilitado para poder realizar actos culturales y entrega de premios. Desde 2004, el conjunto monumental está gestionado por el concejal de Cultura José Lorente.

## Descripción
El conjunto arquitectónico del que forma parte la Torre, presenta planta cuadrangular, y está  formado por un cuerpo rectangular con cubierta a dos aguas, que tiene una torre adosada en una de sus esquinas.
La torre tiene sección cuadrada y construida en obra de mampostería, con ocho ventanas gemelas con arco de medio punto, las cuales se sitúan dos por fachada. La cornisa está apoyada sobre canecillos, presentando el remate final una balaustrada con antepecho ciego. Para disimular la pobreza de los materiales constructivos, se puede ver paños de revoco que tratar de parecer de sillería, esta decoración es clásica de los siglos XVIII y XIX. También pueden observarse otras edificaciones adosadas a la principal (construcciones rurales de planta baja y cambra, con fachadas encaladas, huecos pequeños y tejados, con teja curva, a dos aguas), contando también con un patio. Los huecos son de composición predominantemente vertical, con dintel semicircular, que se distribuyen en dos plantas.
Las casas que se encuentran adosadas al edificio son típicas casas rurales. Son casas de planta baja las cuales también contienen una cámara. Sus fachadas son encaladas y sus tejados son a dos aguas y tejas curvas y agujeros pequeñas. En la parte trasera de las casas se encuentran los corrales.
El acceso al edificio se encuentra centrado en planta, en el lado mayor del edificio, presentando la puerta un escudo nobiliario. Destacan los tres huecos sobre el acceso, que se abren al exterior con voladizos y están cerrados con rejas. El remate de la torre tiene una composición simétrica en sus cuatro lados, con huecos pareados y remate adintelado. Todo el conjunto se hallaba en avanzado estado de ruina, tanto por el devenir del tiempo como por los destrozos ocasionados por la caída de un rayo en 1970, que provocó el derrumbamiento de dos paredes de la torre;  cuando fue adquirido por el Ayuntamiento en 1985 para rehabilitarlo y destinarlo a usos sociales y culturales. Se llevó a cabo su restauración en 1991.